# Voulon
 Voulon  es una población y comuna francesa, en la región de Poitou-Charentes, departamento de Vienne, en el distrito de Montmorillon y cantón de Couhé.

## Demografía
| 286 | 263 | 252 | 248 | 232 | 304 |
| Para los censos de 1962 a 1999 la población legal corresponde a la población sin duplicidades (Fuente: INSEE [Consultar]) |     |     |     |     |     |